# Gabriel Faye
Gabriel Faye, né le 22 octobre 1740 à Nexon, mort le 15 juin 1801 à La Roche-l'Abeille, est un homme politique de la Révolution française.

## Biographie
En septembre 1791, Gabriel Faye, alors administrateur de la Haute-Vienne, est élu député du département, le sixième sur sept, à l'Assemblée nationale législative. Il vote en faveur de la mise en accusation de Bertrand de Molleville, ministre de la Marine, et du marquis de Lafayette.
La monarchie française s'effondre à la suite de l'insurrection du 10 août 1792. En septembre, Faye est réélu député de la Haute-Vienne, le cinquième sur sept, à la Convention nationale. Il siège sur les bancs de la Gironde. Lors du procès de Louis XVI, il se prononce pour la détention durant la guerre et le bannissement à la paix et vote en faveur de l'appel au peuple et du sursis à l'exécution. Il vote en faveur de la mise en accusation de Jean-Paul Marat et en faveur du rétablissement de la Commission des Douze. Sur motion de Jean-Pierre-André Amar, au nom du Comité de Sûreté générale, il est décrété d'arrestation en octobre 1793 ainsi que les autres députés ayant protesté contre les journées du 31 mai et du 2 juin. Il est libéré et réintégré à son poste de député en frimaire an III (décembre 1794).

## Sources
1. ↑  Archives parlementaires de 1787 à 1860, Première série, tome 34, p. 47.
2. ↑  Archives parlementaires de 1787 à 1860, Première série, tome 39, séance du 8 mars 1792, p. 494.
3. ↑  Archives parlementaires de 1787 à 1860, Première série, tome 47, séance du 8 août 1792, p. 582.
4. ↑  Archives parlementaires de 1787 à 1860, Première série, tome 52, p. 62.
5. ↑  Archives parlementaires de 1787 à 1860, Première série, tome 62, séance du 13 avril 1793, p. 70.
6. ↑  Archives parlementaires de 1787 à 1860, Première série, tome 65, séance du 28 mai 1793, p. 533.
7. ↑  Archives parlementaires de 1787 à 1860, Première série, tome 75, séance du 3 octobre 1793, p. 521.
8. ↑  Archives parlementaires de 1787 à 1860, Première série, tome 103, séance du 18 frimaire an III (8 décembre 1794), p. 213.

- « Gabriel Faye », dans Adolphe Robert et Gaston Cougny, Dictionnaire des parlementaires français, Edgar Bourloton, 1889-1891 [détail de l’édition]